# Akihez beszél a föld
Az Akihez beszél a föld (eredeti cím: The Water Diviner) 2014-ben bemutatott amerikai–ausztrál filmdráma, amelyet Andrew Anastasios és Andrew Knight forgatókönyvéből – elsőfilmes rendezőként – Russell Crowe rendezett. A főbb szerepekben Crowe, Olga Kurylenko, Jai Courtney, Cem Yılmaz, Yılmaz Erdoğan és Jacqueline McKenzie látható.
Világpremierje 2014. december 2-án volt az ausztráliai Sydney State Theatre-ben. Az ausztrál és új-zélandi mozikban 2014. december 26-án jelent meg. Az Amerikai Egyesült Államokban 2015. április 24-én mutatták be korlátozott számú moziban. Magyarországon 2015. július 30-án jelent meg a Big Bang Media forgalmazásában.

## Cselekmény
Joshua Connor ausztrál farmer és vízjós feleségével és három fiával Victoria északnyugati részén él. Röviddel az első világháború kitörése után három fia bevonul a hadseregbe.
Négy évvel később Connor és felesége, Eliza gyászolják fiaik elvesztését, akik közül mindhárman elestek a Dardanellák ortromában. Az elkeseredett Eliza öngyilkossága után Connor úgy dönt, a törökországi Gallipoliba utazik. Jóslásban szerzett tapasztalatai segítségével meg akarja találni fiai sírját. 
Törökországban a brit megszálló erők nem engedik be a gallipoli csatatérre. Azonban Ayse, egy török háborús özvegy bátorítja őt, és segít neki, hogy mégis eljusson Gallipoliba. Ott megtalálja két fia sírját. Connor összebarátkozik a török Hasan őrnaggyal és Cemal őrmesterrel, akik mindketten részt vettek a gallipoli harcokban. Egyikük megtudja, hogy Connor legidősebb fia, Arthur fogságba esett, és talán még életben van egy dél-anatóliai fogolytáborban.
Isztambulba visszatérve Connort a britek felszólítják az ország azonnali elhagyására. Connor megtudja, hogy Hasan őrnagy és Cemal a Mustafa Kemal Atatürk pasa vezette török függetlenségi háborúban egy szabadcsapathoz tartozott. Connor, akit a törökök az ausztrál-új-zélandi csapatok rövidítésére utalva Mr. ANZAC-nak neveznek el, Hasan, Cemal és másokkal együtt elindul Ankarába. Útba esik az egykori fogolytábor, ahol állítólag a fia, Arthur is raboskodott.
A csoportot a vonatút során görög katonák támadják meg. Csak Connornak és Hasannak sikerül elmenekülnie, és folytatni az utat. Ahogy elhaladnak egy falu mellett, Connornak az az érzése támad, hogy a fia itt van. Connor megtalálja a fiát, és most már tudja, miért nem tért vissza. Bűntudat gyötri, amiért nem védte meg két fiatalabb testvérét, ezért akart távol maradni otthonról. Connor rájön, mekkora hibát követett el, és magára vállalja a felelősséget. Mindketten Isztambulba menekülnek a közeledő görög hadsereg elől.
A film végén Joshua megissza az Ayshe által készített kávét, ami azt jelzi, hogy beleszeretett a férfiba.

## Szereplők
| Szerep                    | Színész             | Magyar hang        |
| ------------------------- | ------------------- | ------------------ |
| Joshua Connor             | Russell Crowe       | Kőszegi Ákos       |
| Ayshe                     | Olga Kurylenko      | Kisfalvi Krisztina |
| Orhan                     | Dylan Georgiades    | N/A                |
| Hasan őrnagy              | Yılmaz Erdoğan      | Jakab Csaba        |
| Jemal őrmester            | Cem Yılmaz          | Fekete Zoltán      |
| Cyril Hughes alezredes    | Jai Courtney        | Makranczi Zalán    |
| Arthur Connor             | Ryan Corr           | Horváth Illés      |
| Eliza Connor              | Jacqueline McKenzie | Ruttkay Laura      |
| Natalia                   | Isabel Lucas        | N/A                |
| Charles Brindley kapitány | Daniel Wyllie       | Pál Tamás          |
| McIntyre atya             | Damon Herriman      | Pusztaszeri Kornél |
| Edward Connor             | James Fraser        | N/A                |
| Henry Connor              | Ben O’Toole         | N/A                |
| Greeves                   | Michael Dorman      | Szatory Dávid      |
| Tucker őrmester           | Christopher Sommers | Megyeri János      |

### Magyar változat
- Főcím: Korbuly Péter
- Magyar szöveg: Petőcz István, Pölczman Bálint
- Hangmérnök: Erdélyi Imre
- Vágó: Kránitz Bence
- Gyártásvezető: Németh Piroska
- Szinkronrendező: Orosz Ildikó
- Produkciós vezető: Szép Erzsébet

A szinkront a SDI Media Hungary készítette el.

## A film készítése
A történet koncepciója egy levél egyetlen sorából származik, amelyet Cyril Hughes alezredes írt, aki a hadisírgondozó egység munkatársa volt. A lábjegyzetben csak annyi állt: „Egy öreg embernek sikerült eljutnia ide Ausztráliából, a fia sírját keresve.” Egy évnyi kutatómunka után az írók nem tudták azonosítani sem a férfit, sem a fiát, ami lehetőséget adott nekik, hogy kitalálják a történetet, amelyből a forgatókönyvük született.
2013. június 18-án jelentették be, hogy Russell Crowe rendezői debütálását az Akihez beszél a föld című történelmi filmdrámára írta alá, amelynek forgatókönyvét Andrew Knight és Andrew Anastasios írta. A filmben ő alakítja a főszerepet is. A producerek Troy Lum, Andrew Mason és Keith Rodger voltak. 2014. március 25-én bejelentették, hogy a Seven West Media és a Seven Group Holdings társfinanszírozza a filmet. 2014. november 7-én a Warner Bros. megvásárolta a film amerikai jogait.

### Szereplőválogatás
Crowe Joshua Connort, egy ausztrál farmert alakít. Olga Kurylenko 2013. október 18-án csatlakozott a szereplőgárdához. Október 24-én jelentették be, hogy Jai Courtney aláírt az Akihez beszél a föld és egy másik történelmi film, a Rendíthetetlen főszerepére. Courtney először az Rendíthetetlent forgatta, majd a Akihez beszél a földben Cecil Hughes alezredest alakította. Később Cem Yılmaz és Yılmaz Erdoğan török színészek is csatlakoztak a stábhoz, valamint néhány ausztrál színész: Ryan Corr, Daniel Wyllie, Damon Herriman, Deniz Akdeniz, Steve Bastoni and Jacqueline McKenzie.

### Forgatás
A forgatás 2013. december 2-án kezdődött Ausztráliában.

### Marketing
2014. február 1-jén mutatták be az első hivatalos képkockát a filmből. Április 28-án kerültek nyilvánosságra az első részletek a filmből egy 7 perces featurette-ben, amelynek narrátora Crowe volt. A film első hivatalos előzetese szeptember 30-án jelent meg.

## Bemutató
Ausztráliában, Új-Zélandon és Törökországban 2014. december 26-án, Thaiföldön pedig 2015. január 15-én mutatták be a mozikban. Eredetileg 2015. január 23-án mutatták volna be az Egyesült Királyságban, de április 3-ra csúsztatták. Amerikában a Warner Bros. 2015. április 24-én mutatta be az IMAX, illetve az általános mozikban. Az Entertainment One és a Universal Pictures közösen adta ki a filmet Ausztráliában, míg Európában és Kanadában kizárólag az eOne forgalmazta.
A film free-to-air televíziós premierje 2015. április 20-án volt a Seven Network csatornán Ausztráliában, mindössze négy hónappal a mozibemutató után, az ANZAC-nap századik évfordulója alkalmából. A Seven az egyik befektetője a filmnek.

## Díjak és jelölések
| Díj          | Kategória                             | Szereplő            | Eredmény |
| ------------ | ------------------------------------- | ------------------- | -------- |
| AACTA Awards | Legjobb film                          | Andrew Mason        | Elnyerte |
| AACTA Awards | Legjobb film                          | Troy Lum            | Elnyerte |
| AACTA Awards | Legjobb film                          | Keith Rodger        | Elnyerte |
| AACTA Awards | Legjobb eredeti forgatókönyv          | Andrew Anastasios   | Jelölve  |
| AACTA Awards | Legjobb eredeti forgatókönyv          | Andrew Knight       | Jelölve  |
| AACTA Awards | Legjobb színész                       | Russell Crowe       | Jelölve  |
| AACTA Awards | Legjobb férfi mellékszereplő          | Yılmaz Erdoğan      | Elnyerte |
| AACTA Awards | Legjobb női mellékszereplő            | Jacqueline McKenzie | Jelölve  |
| AACTA Awards | Legjobb vágó                          | Matt Villa          | Jelölve  |
| AACTA Awards | Legjobb produkciós tervezés           | Christopher Kennedy | Jelölve  |
| AACTA Awards | Legjobb jelmeztervező                 | Tess Schofield      | Elnyerte |
| AACTA Awards | Legjobb vizuális effektek             | David Booth         | Jelölve  |
| AACTA Awards | Legjobb vizuális effektek             | Prue Fletcher       | Jelölve  |
| AACTA Awards | Legjobb vizuális effektek             | Marc Varisco        | Jelölve  |
| AACTA Awards | Legjobb vizuális effektek             | Adam Paschke        | Jelölve  |
| ARIA Awards  | Legjobb eredeti filmzene              | soundtrack          | Jelölve  |
| AWGIE Award  | Legjobb forgatókönyvírás játékfilmben | Andrew Anastasios   | Elnyerte |
| AWGIE Award  | Legjobb forgatókönyvírás játékfilmben | Andrew Knight       | Elnyerte |
| FCCA Awards  | Legjobb film                          | Andrew Mason        | Jelölve  |
| FCCA Awards  | Legjobb film                          | Troy Lum            | Jelölve  |
| FCCA Awards  | Legjobb film                          | Keith Rodger        | Jelölve  |
| FCCA Awards  | Legjobb rendező                       | Russell Crowe       | Jelölve  |
| FCCA Awards  | Legjobb színész                       | Russell Crowe       | Elnyerte |
| FCCA Awards  | Legjobb férfi mellékszereplő          | Yilmaz Erdogan      | Elnyerte |
| FCCA Awards  | Legjobb női mellékszereplő            | Jacqueline McKenzie | Elnyerte |
| FCCA Awards  | Legjobb operatőr                      | Andrew Lesnie       | Jelölve  |
| FCCA Awards  | Legjobb vágó                          | Matt Villa          | Jelölve  |
| FCCA Awards  | Legjobb filmzene                      | David Hirschfelder  | Elnyerte |
| FCCA Awards  | Legjobb produkciós tervezés           | Christopher Kennedy | Jelölve  |